# 普尔号护航驱逐舰
普尔号护航驱逐舰（英語：USS Poole，舷号：DE-151），是美国海军于第二次世界大战期间建造的一艘埃德索尔级护航驱逐舰，其舰名取自在埃斯佩兰斯海角海战中阵亡的海军十字勋章获得者迈纳·巴特勒·普尔（Minor Butler Poole）。
该舰由普尔的母亲迈纳·赫恩登·普尔（Minor Herndon Poole）女士冠名，于1943年2月13日在德克萨斯州奥兰治联合钢铁厂铺设龙骨，随后于5月8日下水。1943年9月29日，普尔号正式服役，交由拉尔夫·D·迪安（Ralph D. Dean）中校指挥。

## 设计与装备
埃德索尔级护航驱逐舰的设计与巴克利级护航驱逐舰类似，均采用长船体并建有较高的舰桥。该级护航驱逐舰配备3英寸（76毫米）50倍径单装主炮，后续曾计划更换为5英寸（127毫米）38倍径主炮，但最终没有实际执行。该级护航驱逐舰由4台费尔班克斯-莫尔斯38D8-1/8-10内燃机提供动力，总功率最高可达6000匹马力，最高航速21节。其燃料舱可携带312吨重油，在12节航速下航程可达11000海里。此外，该级舰船还配备有较完善的侦查搜索系统，包括SL或SU水面雷达、SA对空雷达、QC声呐系统以及用于监听潜艇无线电的HF/DF天线。

## 服役历史
在百慕大完成试航调整后，普尔号开始执行沿海护航任务。1943年底，她护送船团跨越大西洋前往卡萨布兰卡并于1944年1月11日抵达目的地，2月5日，她顺利返回纽约。此后的15个月内，普尔号一直作为护航船只活跃于北大西洋航线，1944年6月，其护送船团的目的地由英国转至欧洲大陆。
1945年6月4日，普尔号带领第22护航中队离开纽约前往太平洋。7月14日，她顺利抵达珍珠港并在附近海域执行巡逻任务直至日本投降。9月4日，普尔号离开夏威夷，经塞班岛前往本州岛协助盟军开展占领行动，其随后被派至和歌山县附近海域巡逻。
10月29日，普尔号启程返回美国东岸，12月10日，她顺利抵达南卡罗来纳州查尔斯顿。1947年1月，普尔号在佛罗里达州格林科夫斯普林斯退役并加入美国海军预备舰队。1971年1月2日，该舰由美国海军除籍，随后于1974年1月30日被出售拆解。

## 荣誉
普尔号服役期间所获荣誉如下：
|  |  |  |
|  |  |  |

| 美国战役奖章 | 亚太战役奖章 |

| 欧洲-非洲-中东战役奖章 | 第二次世界大战胜利奖章 | 海军占领服役奖章 |

## 历任舰长
| 姓名       | 译名                   | 军衔 | 所属军种       | 任职时间                    |
| ---------- | ---------------------- | ---- | -------------- | --------------------------- |
|            | 拉尔夫·D·迪安          | 中校 | 美国海岸警卫队 | 1943年9月29日               |
|            | 小路易斯·麦克莱恩·赛耶 | 少校 | 美国海岸警卫队 | 1944年5月18日               |
|            | 皮特·约瑟夫·巴特威达斯 | 上尉 | 美国海岸警卫队 | 1945年4月16日-1946年1月29日 |
| 参考文献： |                        |      |                |                             |